# NGC 5292
NGC 5292 ist eine Spiralgalaxie vom Hubble-Typ Sab im Sternbild Zentaur und etwa 194 Millionen Lichtjahre von der Milchstraße entfernt. Sie besitzt einen aktiven Galaxienkern vom LINER-Typ und wurde am 30. März 1835 von John Herschel mit einem 18-Zoll-Spiegelteleskop entdeckt, der dabei „pF, R, gbM, 20 arcseconds, has 2 or 3 stars close to it“ notierte.